# Hunter Tyson
Hunter Tyson (Monroe, 13 juni 2000) is een Amerikaans basketballer die als power forward of small forward speelt voor de Denver Nuggets.

## Carrière
Tyson speelde collegebasketbal voor de Clemson Tigers van 2018 tot 2023. Hij stelde zich in 2023 beschikbaar voor de NBA draft en werd gekozen als 37e in de tweede ronde door de Oklahoma City Thunder. Tyson werd een dag later al betrokken in een transactie tussen 4 NBA-teams waarbij Tyson werd geruild naar de Denver Nuggets, waar hij op 6 juli 2023 een contract tekende. Andere betrokken clubs waren de Los Angeles Lakers en Oklahoma City Thunder en andere betrokken spelers in deze transactie waren Jalen Pickett, Maxwell Lewis, Mojave King, Julian Strawther en meerdere draftpicks. Tyson maakte op 29 oktober 2023 zijn NBA-debuut voor Denver tegen de Oklahoma City Thunder. Tussendoor werd Tyson ook uitgeleend aan de Grand Rapids Gold, het geaffilieerde team van de Denver Nuggets in de NBA G League. Verder kende Tyson in zijn rookie-jaar ook nog wat kleine blessures. Hij werd hoofdzakelijk uitgespeeld als wisselspeler waarbij hij slechts 18 wedstrijden in actie mocht komen voor Denver, goed voor een gemiddelde speeltijd van slechts 2,7 minuten per wedstrijd.

## Statistieken
| Legenda | Legenda                | Legenda | Legenda                 | Legenda | Legenda               |
| ------- | ---------------------- | ------- | ----------------------- | ------- | --------------------- |
| WG      | Wedstrijden gespeeld   | WS      | Wedstrijden als starter | MPW     | Minuten per wedstrijd |
| FG%     | Fieldgoal-percentage   | 3P%     | Drie-punterpercentage   | VW%     | Vrije-worppercentage  |
| RPW     | Rebounds per wedstrijd | APW     | Assists per wedstrijd   | SPW     | Steals per wedstrijd  |
| BPW     | Blocks per wedstrijd   | PPW     | Punten per wedstrijd    | Vet     | Hoogste in carrière   |

### Regulier seizoen
| Seizoen  | Team           | WG | WS | MPW | FG%  | 3P%  | FW%  | RPW | APW | SPW | BPW | PPW |
| -------- | -------------- | -- | -- | --- | ---- | ---- | ---- | --- | --- | --- | --- | --- |
| 2023/24  | Denver Nuggets | 18 | 0  | 2,7 | 40,0 | 28,6 | —    | 0,5 | 0,1 | 0,1 | 0   | 1,1 |
| 2024/25  | Denver Nuggets | 51 | 2  | 7,8 | 37,5 | 31,1 | 75,0 | 1,5 | 0,4 | 0,2 | 0,1 | 2,6 |
| Carrière | Carrière       | 69 | 2  | 6,5 | 37,9 | 30,7 | 75,0 | 1,3 | 0,3 | 0,2 | 0,1 | 2,2 |

### Play-offs
| Seizoen  | Team           | WG | WS | MPW | FG%  | 3P%  | FW%   | RPW | APW | SPW | BPW | PPW |
| -------- | -------------- | -- | -- | --- | ---- | ---- | ----- | --- | --- | --- | --- | --- |
| 2023/24  | Denver Nuggets | 3  | 0  | 4,6 | 0,0  | 0,0  | 50,0  | 1,0 | 0,3 | 0   | 0   | 0,3 |
| 2024/25  | Denver Nuggets | 5  | 0  | 6,0 | 50,0 | 20,0 | 100,0 | 1,6 | 0,4 | 0,2 | 0   | 3,0 |
| Carrière | Carrière       | 8  | 0  | 5,5 | 35,7 | 12,5 | 83,3  | 1,4 | 0,4 | 0,1 | 0   | 2,0 |